# Parque natural nacional de Podolia Norte
El Parque natural nacional de Podolia Norte (en ucraniano: Національний природний парк «Північне Поділля») está formado por una serie de espacios separados que se encuentran en el raión de Zolovich, en el óblast de Leópolis en Ucrania, en el noroeste de la meseta de Podolia. Forman una serie de entornos ecológicos y culturales representativos del área, incluidas las tierras altas boscosas de Hornbean-Beech, llanuras aluviales, pantanos, un karst muy característico y lugares históricos que incluyen tres castillos y sitios que fueron importantes durante las guerras mundiales.

## Topografía
El parque se distribuye en 18 lugares situados en dos cadenas montañosas, Holohory y Voronyaky, en la ladera norte de la meseta de Podolia, en el noroeste de Ucrania. Las montañas de esta región son relativamente bajas, pues no superan los 471 m y descienden abruptamente hacia las llanuras del norte.
El parque es un conjunto de diferentes tramos, cada uno seleccionado para la protección de un hábitat particular, una característica geológica o un sitio cultural. El núcleo del parque fue fundado como reserva natural privada en 1886 por el conde Volodymyr Dyuschitsky, un ornitólogo aficionado que deseaba proteger el hábitat de anidación del pigargo europeo. Los principales sectores son:
En el distrito de Brody:

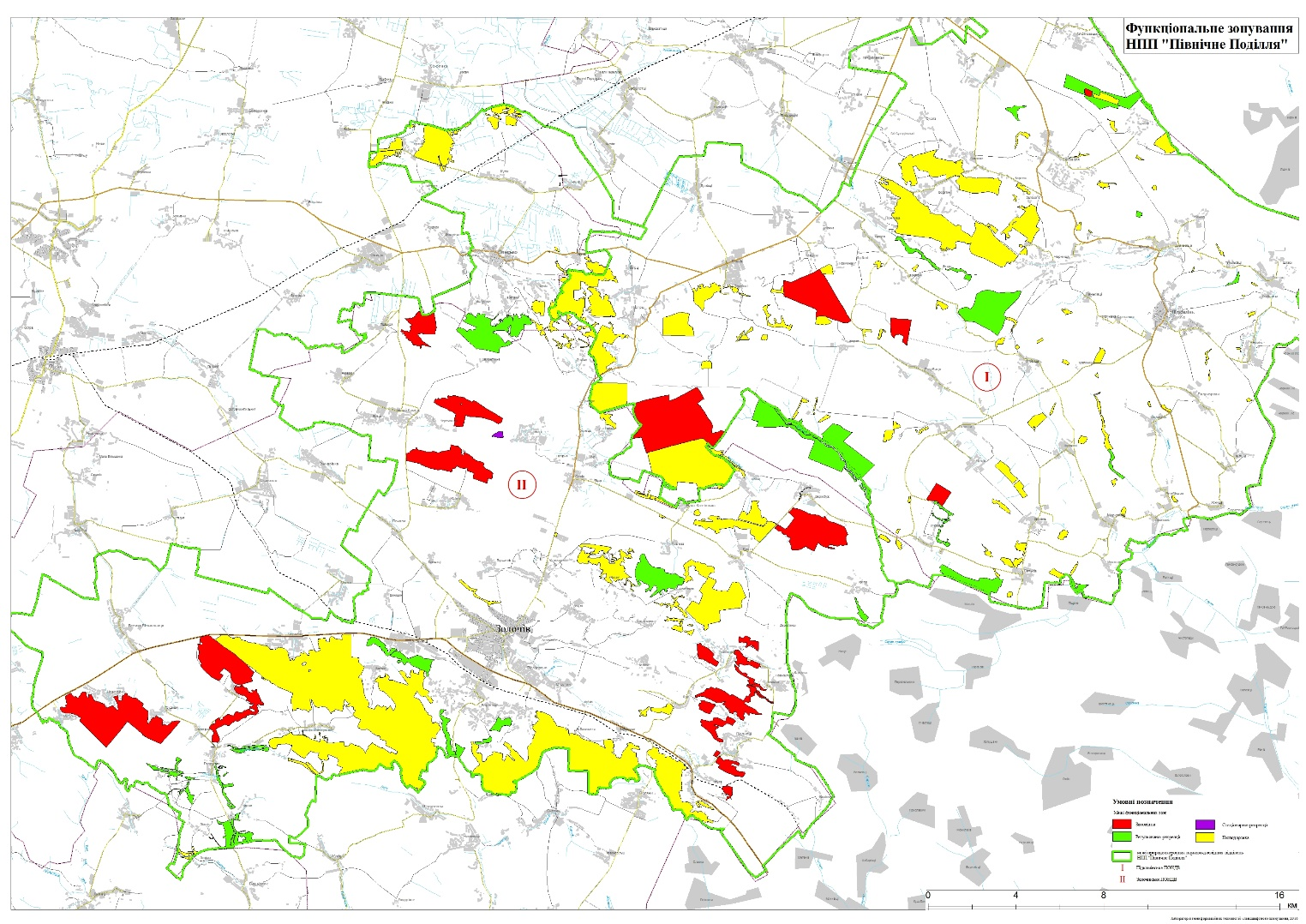
Mapa de las secciones separadas del Parque natural nacional de Podolia Norte

- Reserva de Makrita . Cubre las laderas del monte Makitri y se creó originalmente en 1931 para proteger la vegetación de la estepa de Volynian.
- Reserva de Podkamen . Reserva forestal de montaña con un bosque representativo de hayas.
- Reserva hidrológica de Ponkinsky . Creado para la conservación de llanuras aluviales complejas de los ríos Ikva y Styr.
- Monumento natural de Sasovsky . Conserva un bosque de carpe y haya de ladera.
- Afloramientos de arenisca de Torton . Cubre las laderas de las montañas Menich.
- Restos erosivos de arrecifes marinos de Tovtry o Medobory de la era sármata en las cercanías del asentamiento de Pidkameni.
- Monumento natural La Trinidad. Cubre las laderas de las montañas Zbarazh y Trinig.
- Monumento Pienyatskaya. Reserva natural privada original del conde Dyuschitsky.
- Roble testigo. Un roble de 350 años, un monumento local de 25 metros de altura en el pueblo de Brody.
- Parque Pidhirtsky. Jardín monumental de arte ornamental en la Galería Nacional de Arte de Lviv
- Ventanas azules . Una serie de pequeños lagos kársticos de color azul.
- Horse Un sitio conmemorativo dedicado a los ucranianos asesinados en la Segunda Guerra Mundial.

Distrito de Zolochiv :
- Montaña Zhulitskaya. (la montaña del guardián). Cubre tres montañas (Zhulitskaya Gora, la montaña Storozhich y el monte Vysoka), protegiendo plantas vulnerables.
- Montaña Podnieka o montaña Markiyan Shashkevich. Protege una región de rara vegetación esteparia.
- Monte Sagrado . Una montaña boscosa con plantas raras.
- Fox montaña (tracto). Reserva botánica con bosque mixto y matorral arbustivo raro.
- Monte Caliza. Una montaña compuesta de piedra caliza y arenisca carbonatada.
- Bosque bajo el Labor. Sierra baja con hayedos.
- Bosque en las cercanías de Verkhobuzh . Sierra baja con hayedos.
- Reserva Verkhobuzsky . Fragmento único del valle del río Bug occidental, con más de 20 especies de plantas raras.
- Lipa Bogdan Khmelnitsky . El tilo más antiguo de Ucrania (600 años).
- Gran Piedra . Gran roca pintoresca de origen glaciar.

## Clima y ecorregión
El clima del norte de Podolia es Clima continental húmedo, con veranos cálidos ( clasificación climática de Köppen (Dfb) ). Este clima se caracteriza por grandes diferencias estacionales de temperatura y un verano cálido (al menos cuatro meses con un promedio de más de 10 oC, pero ningún mes con un promedio de más de 22 oC. La temperatura media más alta se da en junio (20,1 oC), y la precipitación promedio es de 700–800 mm anuales.
El parque de Podolia Norte está ubicado en la ecorregión de bosques mixtos de Europa Central, un bosque templado de frondosas que cubre gran parte del noreste de Europa, desde Alemania hasta Rusia.

## Flora y fauna
En el territorio del parque se encuentran más de 200 especies de plantas de diferentes estados de conservación. Se han registrado 127 aves y 41 mamíferos.

## Uso público
Hay seis senderos turísticos significativos en el parque, desarrollados para la educación ecológica.